# (100703) 1998 AL3
(100703) 1998 AL3 es un asteroide perteneciente al cinturón de asteroides descubierto el 5 de enero de 1998 por Naoto Sato desde el Observatorio de Chichibu, Saitama, Japón.

## Designación y nombre
Designado provisionalmente como 1998 AL3.

## Características orbitales
1998 AL3 está situado a una distancia media del Sol de 2,807 ua, pudiendo alejarse hasta 3,383 ua y acercarse hasta 2,232 ua. Su excentricidad es 0,205 y la inclinación orbital 9,014 grados. Emplea 1718,51 días en completar una órbita alrededor del Sol.

## Características físicas
La magnitud absoluta de 1998 AL3 es 15,4. 